# Цвет войны (линейный корабль, 1709)
«Цвет войны» или «Орлах-блюм» — парусный линейный корабль Азовского флота Российской империи, один из кораблей типа «Скорпион». 
До октября 1711 года командиром корабля служил, находившийся в Таврове «при управлении адмиралтейских дел», младший капитан Бенжамент Эдвард (англ. Benjamen Edwsrds).

## Описание корабля
Один из двух кораблей типа «Скорпион», построенных в Воронеже в период с 1704 по 1709 год. Вооружение корабля составляли 60 орудий, а экипаж состоял из 550 человек.

## История службы
Линейный корабль «Цвет войны» был на Воронежской верфи в январе 1704 года и после спуска на воду в 1709 году вошёл в состав Азовского флота. Строительство вёл корабельный мастер англичанин на русской службе Осип Най.
В 1710 году судно перестраивалось в Таврове для участия в кампании 1711 года и к началу года было приготовлено для перевода в Азов, однако на воду весной спущено не было из-за малой воды в реке Воронеж. Корабль был разобран в Таврове в 1727 году.

### Комментарии
1. ↑  В русской транслитерации также встречаются варианты имени Бене и Вениамин.
2. ↑  Второй корабль «Скорпион»